# Drehzahlbegrenzer
Ein Drehzahlbegrenzer ist eine automatisierte, technische Einrichtung an Verbrennungskraftmaschinen oder Kraftmaschinen, die bei Erreichen einer oberen Grenz-Drehzahl eine weitere Drehzahlerhöhung verhindert.

## Zweck
Eine Drehzahlbegrenzung wird vorgesehen, wenn die Gefahr einer mechanischen Zerstörung bei Überschreiten einer kritischen maximalen Drehzahl droht, aber auch bei zu erwartendem erhöhten Verschleiß oder der Einhaltung optimaler Betriebsbedingungen. 
In der Fahrzeugtechnik wird bei einigen Herstellern, wie z. B. BMW, zusätzlich noch ein Standdrehzahlbegrenzer verbaut, der die Motordrehzahl bei stehendem Fahrzeug zusätzlich begrenzt, um eventuelle Schäden an Antriebsstrang oder Motor durch ein Fehlverhalten des Fahrers (z. B. Abrutschen von der Kupplung) oder absichtliche Knallstarts zu vermeiden.
Dieselmotoren sind grundsätzlich mit einer Drehzahlbegrenzung ausgerüstet, da bei mechanischen Einspritzsystemen ohne zusätzliche Regelung die eingespritzte Kraftstoffmenge mit der Motordrehzahl ansteigt (Leckageverluste im Einspritzsystem sinken). Ottomotoren benötigen nicht in allen Fällen zwingend eine Drehzahlbegrenzung, da bei hohen Drehzahlen die Ansaug- und Strömungsverluste drosselnd wirken.

## Ausführung
Bei Ottomotoren kann sowohl die Zündung, als auch die Kraftstoffzufuhr unterbrochen werden. Die Zündunterbrechung geschah früher durch einen Fliehkraftschalter im Zündverteiler, was bei heutigen Fahrzeugen jedoch unweigerlich zu einer Beschädigung des Katalysators führen würde. Drehzahlbegrenzer sind heute in die elektronischen Motorsteuerungen von Verbrennungskraftmaschinen integriert. Heute wird durchweg die Kraftstoffmenge reduziert, auch bei Dieselmotoren und Gasturbinen.

## Spezielle Anwendungen

### Geschwindigkeitsbegrenzer
Im Grundsatz lässt sich ein Drehzahlbegrenzer auch zu einer beliebigen Geschwindigkeitsbegrenzung einsetzen. Dazu kann die Motordrehzahl mit einem bestimmten Gang kombiniert zu einer Geschwindigkeit umgerechnet werden und bei Erreichen einer Zielgröße wieder die Kraftstoffzufuhr gedrosselt werden. 
Somit können beispielsweise schnelle Personenwagen auf eine (zumutbare) Geschwindigkeit, LKW auf eine zulässige Höchstgeschwindigkeit oder beliebige Fahrzeuge auf eine besonders sparsame Endgeschwindigkeit begrenzt werden.

### Entfernen von Geschwindigkeitsbegrenzern
Tuningfirmen, die die Fahrzeughöchstgeschwindigkeit durch Stilllegen der Drehzahlbegrenzung erhöhen, setzen einen elektronischen Baustein in die Signalleitung. Dieser übermittelt der Steuerung falsche Geschwindigkeitswerte, die niedriger als die Abregelgeschwindigkeit liegen. In Folge wird die Zielgröße nicht erreicht, die Kraftstoffzufuhr nicht gedrosselt und das Fahrzeug kann weiter beschleunigen.
Das Entfernen einer Geschwindigkeitsbegrenzung ist legal und muss in den Fahrzeugschein eingetragen werden. Sofern der Fahrzeughersteller nicht involviert ist, erlischt die Fahrzeuggarantie. Bei nicht eingetragener Änderung wird die allgemeine Betriebserlaubnis und der Versicherungsschutz riskiert.